# Wachet auf, ruft uns die Stimme, BWV 140
Wachet auf, ruft uns die Stimme, BWV 140 (Acordai, chama-nos a voz, em alemão) é uma cantata de Johann Sebastian Bach que estreou em 25 de novembro de 1731 na Thomaskirche em Leipzig. Escrita para trompa, 2 oboés, taille (um instrumento semelhante ao oboé da caccia, hoje muitas vezes substituído por um corne inglês), violino piccolo, violino, viola, baixo contínuo, e coro com soprano, tenor e baixo solistas.

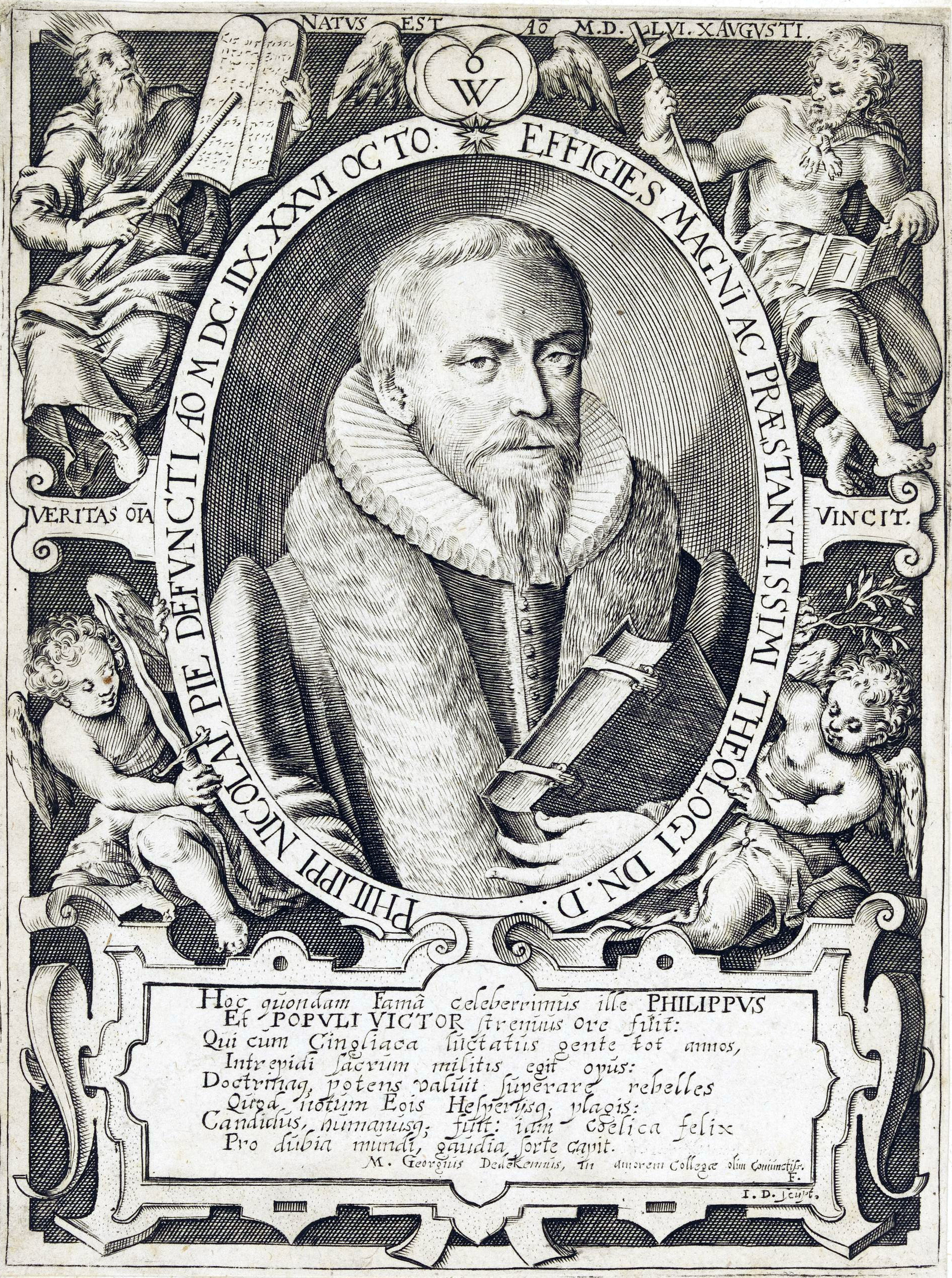
Philipp Nicolai

Esta cantata é baseada no coral do mesmo nome de Philipp Nicolai. Este hino luterano continua popular hoje, tanto em seu original alemão como em uma variedade de traduções. O texto se baseia na parábola das dez virgens (Mateus 25:1-13), é uma leitura programada no hinário luterano para o 27º domingo após a Trindade, como este domingo ocorre somente no ano da igreja, quando a Páscoa é muito cedo, a cantata é executada raramente. A raridade da ocasião para a qual foi composta faz dela uma das poucas cantatas cuja data de composição é definitivamente conhecida.
No moderno Lecionário Comum Revisado, porém, a leitura está marcada para o domingo apropriado, ou o 32º domingo do Tempo Comum, no primeiro ano do ciclo de três anos. Assim, o hino ou a cantata são comumente realizadas nas igrejas. O texto e seus temas escatológicos também são comumente associados a domingos do início do Advento.

## Movimentos
- I. Coral: Wachet auf, ruft uns die Stimme
- II. Recitativo: Er kommt
- III. Ária (dueto): Wann kommst du, mein Heil?
- IV. Coral: Zion hört die Wächter singen
- V. Recitativo: So geh herein zu mir
- VI. Aria (dueto): Mein Freund ist mein!
- VII. Coral: Gloria sei dir gesungen

## Estrutura

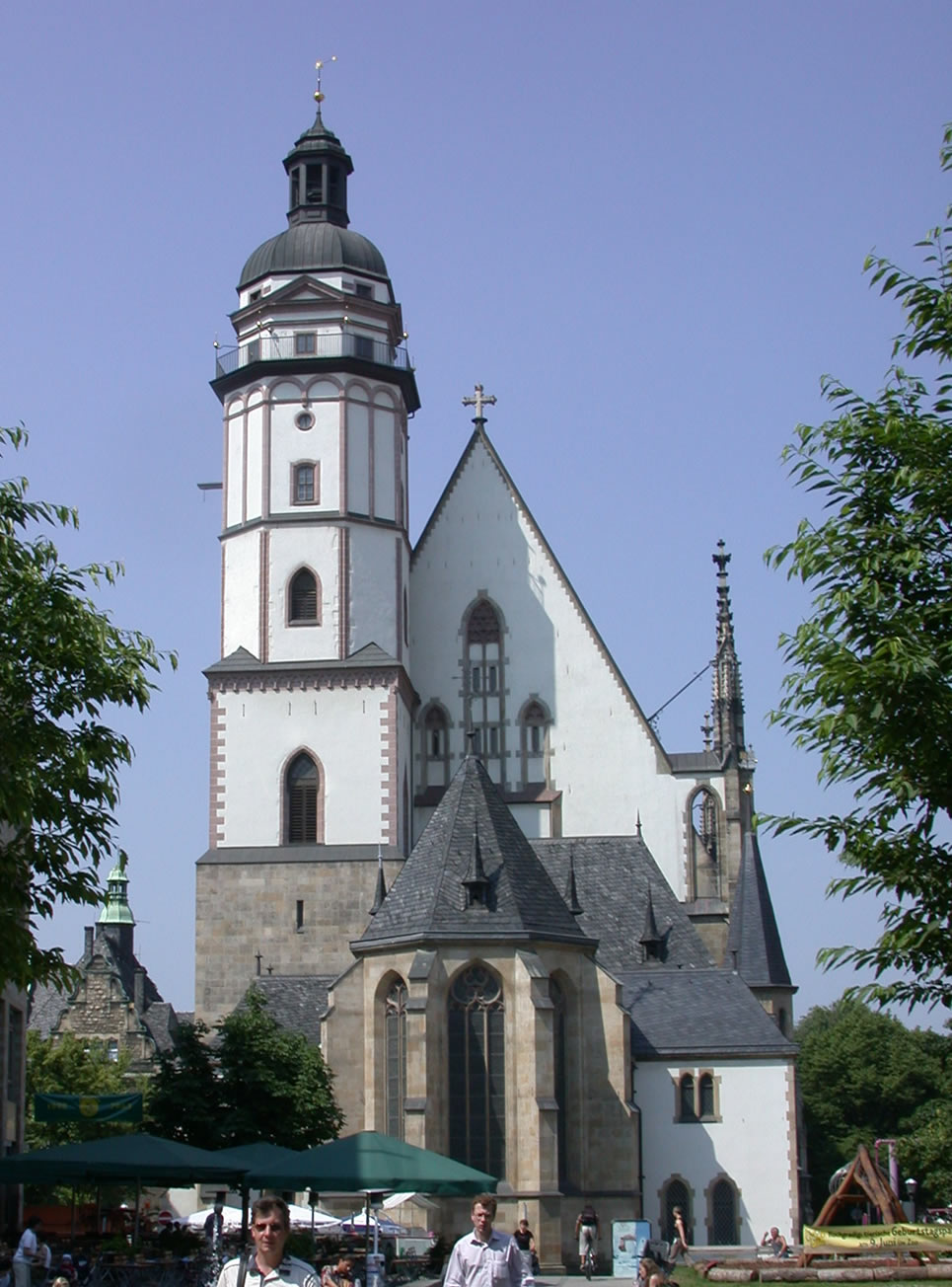
A Thomaskirche em Leipzig

Wachet auf, ruft uns die Stimme é uma cantata coral, sua melodia principal e os textos são elaborados a partir de um coral luterano: Auf Wachet, uns die Stimme ruft.
O primeiro movimento é uma fantasia coral com base no primeiro verso do coral, que é uma característica comum das cantatas de Bach. O segundo movimento é um recitativo de tenor que precede o terceiro movimento, um dueto para soprano e baixo, com violino obbligato. No dueto, a soprano representa a alma e o baixo representa Jesus.
O quarto movimento, baseado no segundo verso do coral, é escrito em uma estrutura de trio - sonata para os tenores do coro, oboé da caccia e contínuo. Mais tarde, Bach transcreveu este movimento para órgão (BWV 645), e foi posteriormente publicado junto com cinco outras transcrições da cantata como Os corais Schübler.
O quinto movimento é um recitativo para baixo, precedendo o sexto movimento, que é um outro dueto para soprano e baixo com oboé obbligato. Este dueto, como o terceiro movimento, é um dueto de amor entre a alma soprano e Jesus baixo. O movimento final, tal como acontece com muitas das cantatas de Bach, baseia-se no último verso do coral e é um harmonização a quatro vozes da melodia.

## Texto
| I. Coral Wachet auf, ruft uns die Stimme Der Wächter sehr hoch auf der Zinne, Wach auf, du Stadt Jerusalem! Mitternacht heißt diese Stunde; Sie rufen uns mit hellem Munde: Wo seid ihr klugen Jungfrauen? Wohl auf, der Bräutgam kömmt; Steht auf, die Lampen nehmt! Alleluja! Macht euch bereit Zu der Hochzeit, Ihr müsset ihm entgegen gehn! II. Recitativ Er kommt, er kommt, Der Bräutgam kommt! Ihr Töchter Zions, kommt heraus, Sein Ausgang eilet aus der Höhe In euer Mutter Haus. Der Bräutgam kommt, der einem Rehe Und jungen Hirsche gleich Auf denen Hügeln springt Und euch das Mahl der Hochzeit bringt. Wacht auf, ermuntert euch! Den Bräutgam zu empfangen! Dort, sehet, kommt er hergegangen. III. Ária (duet) Sopran: Wenn kömmst du, mein Heil? Bass: Ich komme, dein Teil. Sopran:Ich warte mit brennendem Öle. Eröffne den Saal Zum himmlischen Mahl Bass:Ich öffne den Saal Zum himmlischen Mahl Alma: Quando chegarás, minha salvação? Jesus: Estou chegando, parte de ti que sou. Sopran: Komm, Jesu! Bass: Komm, liebliche Seele! IV. Coral Zion hört die Wächter singen, Das Herz tut ihr vor Freuden springen, Sie wachet und steht eilend auf. Ihr Freund kommt vom Himmel prächtig, Von Gnaden stark, von Wahrheit mächtig, Ihr Licht wird hell, ihr Stern geht auf. Nun komm, du werte Kron, Herr Jesu, Gottes Sohn! Hosianna! Wir folgen all Zum Freudensaal Und halten mit das Abendmahl. V. Recitativ So geh herein zu mir, Du mir erwählte Braut! Ich habe mich mit dir Von Ewigkeit vertraut. Dich will ich auf mein Herz, Auf meinem Arm gleich wie ein Siegel setzen Und dein betrübtes Aug ergötzen. Vergiß, o Seele, nun Die Angst, den Schmerz, Den du erdulden müssen; Auf meiner Linken sollst du ruhn, Und meine Rechte soll dich küssen. VI. Aria (duet) Seele:Mein Freund ist mein, Bass:Und ich bin sein, beide:Die Liebe soll nichts scheiden. Seele:Ich will mit dir in Himmels Rosen weiden, Bass:du sollst mit mir in Himmels Rosen weiden, beide:Da Freude die Fülle, da Wonne wird sein. VII. Coral Gloria sei dir gesungen Mit Menschen- und englischen Zungen, Mit Harfen und mit Zimbeln schon. Von zwölf Perlen sind die Pforten, An deiner Stadt sind wir Konsorten Der Engel hoch um deinen Thron. Kein Aug hat je gespürt, Kein Ohr hat je gehört Solche Freude. Des sind wir froh, Io, io! Ewig in dulci jubilo. | I. Coral Despertai, chama-nos a voz Do vigia do alto da muralha. Despertai, Jerusalém! Os sinos batem a meia-noite E chamam-nos com bocas brilhantes: Onde estais, virgens prudentes? Celebrai, o noivo está vindo. Levantai-vos, pegai vossas lâmpadas! Aleluia! Preparai-vos para as bodas Deveis encontrá-lo! II. Recitativo Ele está vindo, ele está vindo, O noivo está vindo! Saí, ó filhas de Sião! Ele vem correndo do alto para a casa de vossa mãe. O noivo está vindo, tal como um corço, Tal como um jovem cervo A saltar pelas colinas Trazendo a ceia matrimonial. Despertai, Alegrai-vos para receber o noivo Ali, vede, ele está chegando! III. Ária (dueto) Soprano: Se você vem, minha salvação? Bass: Eu sou a tua parte. Soprano: Espero com queima de petróleo. Abra o salão para o banquete celestial Bass: Eu abro a sala para o banquete celestial Alma: chegarás Quando, Minha Salvação? Jesus: Estou chegando, sou parte de ti que. Soprano: Vem, Jesus! Bass: Vem, alma doce! IV. Coral Sião ouve os guardiões cantar, Seu coração pula de alegria Ela acorda e se levanta rapidamente. Magnífico, seu amigo vem do Céu; Forte pela graça, Poderoso na verdade, A luz de Sião fulge, sua estrela sobe. Agora venha, sua preciosa coroa, Senhor Jesus, Filho de Deus! Hosanna! Todos nós seguimos Ao salão da celebração e tomamos parte na ceia. V. Recitativo Entra, pois, e vem até mim Ó noiva que escolhi! Confio-me a ti Por toda a eternidade! Por-te-ei em meu coração E em meu braço como a um selo E deleitarei teus olhos perturbados. Esquece, ó alma, pois, O medo e a dor Que tiveste que sentir. Repousarás em minha mão esquerda E minha mão direita te beijará. VI. Aria (dueto) Alma:Meu amigo me pertence! Jesus:E eu sou teu. Ambos:Nada se interporá entre nosso amor! Alma:Deleitar-me-ei com as rosas do Céu contigo. Jesus:Deleitar-te-ás com as rosas do Céu comigo. Ambos:Lá haverá plena alegria e delícias! VII. Coral Que tua glória seja cantada Por línguas de homens e de anjos Com harpas e címbalos. De doze pérolas são as portas Da tua cidade; somos semelhantes Aos anjos que cercam teu trono. Nenhum olho sentiu, Nenhuma orelha ouviu Alegria como essa Que gozamos. Io io Para sempre em doce júbilo! |

## Para ouvir
- Problemas na execução dos arquivos? Veja Introdução à mídia.

## Versão  portuguesa
Uma versão em português foi elaborada e apresentada em 2009 pelo maestro Axel Bergstedt. Partitura e material auxiliar encontram-se em sites e uma gravação no youtube. Na versão, no entanto, foram cortados os movimentos 2 e 3. 